# Heteroponera mayri
Heteroponera mayri är en myrart som beskrevs av Kempf 1962. Heteroponera mayri ingår i släktet Heteroponera och familjen myror. Inga underarter finns listade i Catalogue of Life.

## Bildgalleri

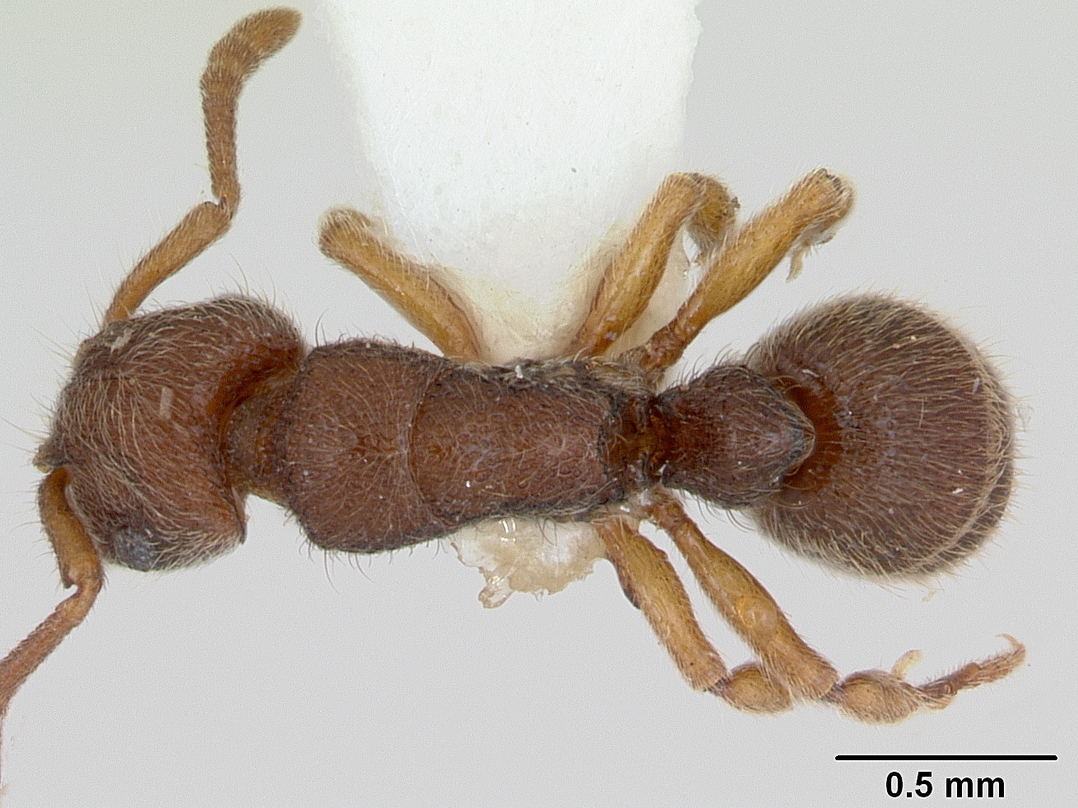
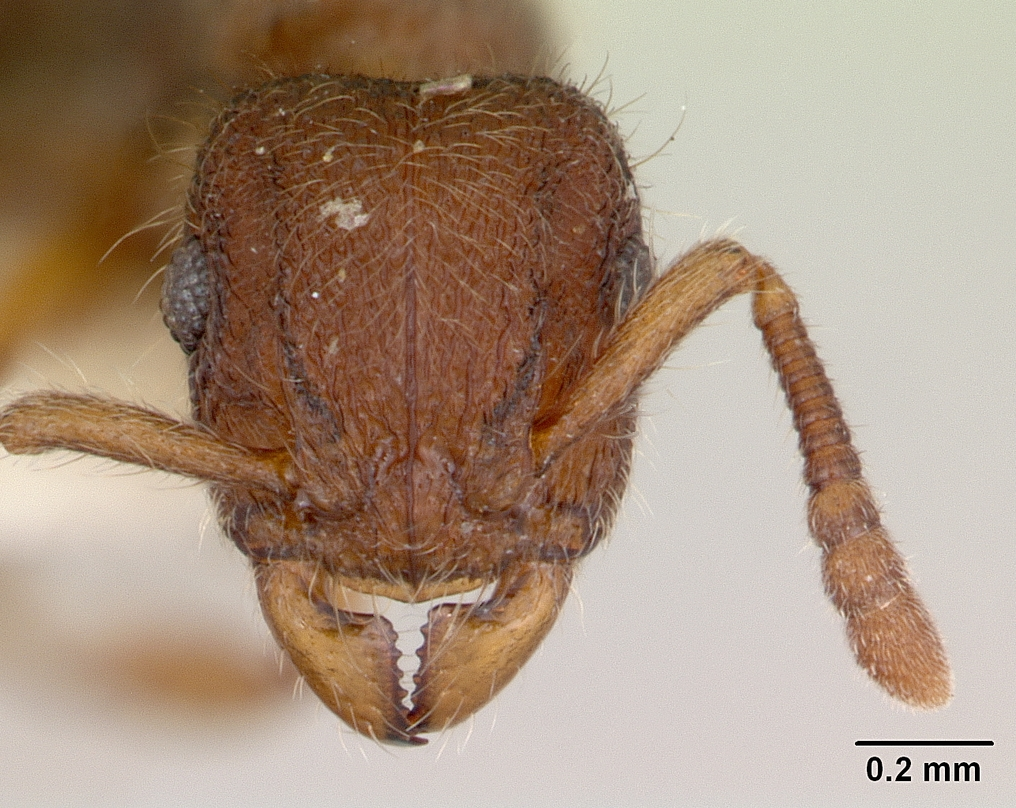
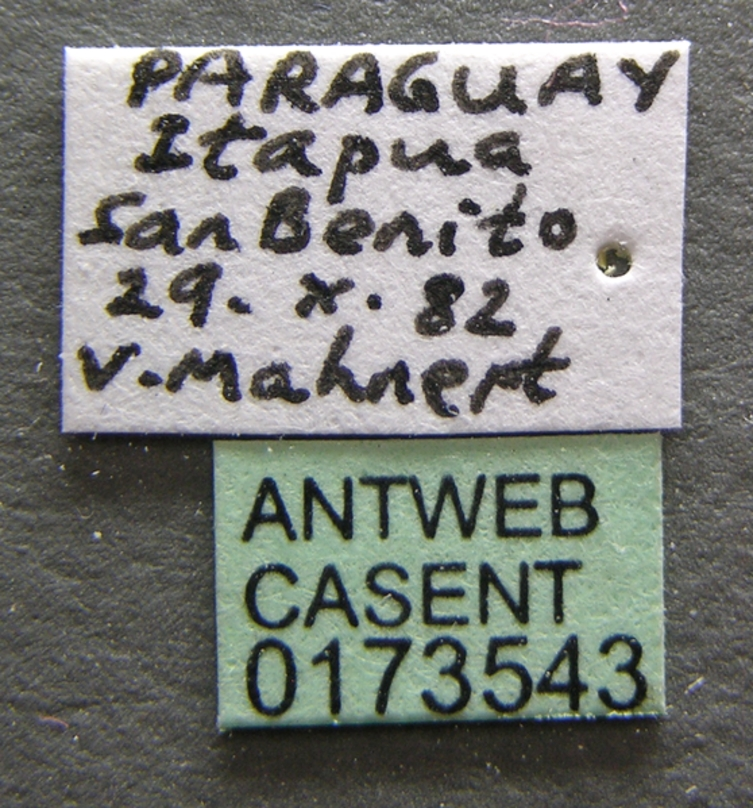
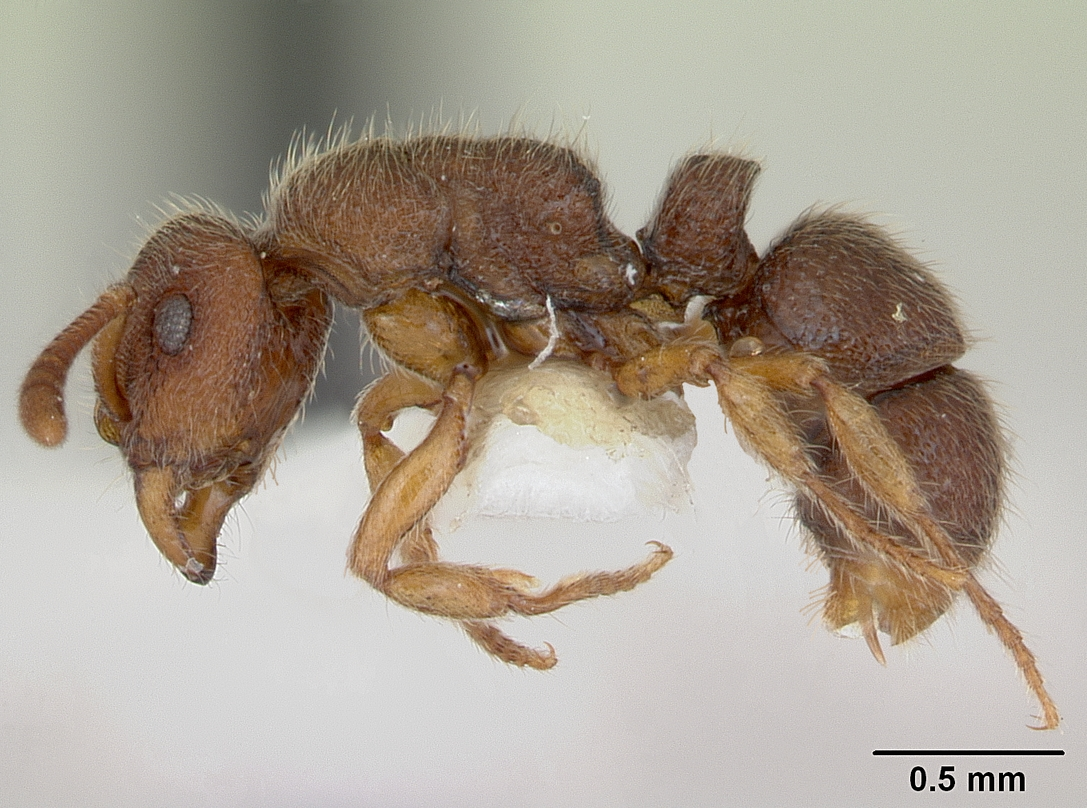